# Клинский проезд
Кли́нский прое́зд — улица в Северном административном округе города Москвы на территории района Ховрино. Соединяет Клинскую и Зеленоградскую улицы. Нумерация домов отсутствует.

## Происхождение названия
Улица находилась в посёлке Новоховрино вплоть до включения его в состав Москвы в 1960 году и носила название улица Чапаева.
Современный проезд назван в 1997 году в связи с примыканием к Клинской улице.

## Описание
До 1997 года на месте Клинского проезда находились гаражи и хоккейная площадка. В 1997 году было принято решение о строительстве проезда, который соединил бы Клинскую и Зеленоградскую улицы. Гаражи и площадка были снесены и началось строительство. Вскоре проезд был готов, но сквозное движение по нему было закрыто (несколько бетонных блоков поперёк дороги), и он использовался как парковка для автомобилей жителями близлежащих домов. В январе 2010 года был установлен и подключен светофор на пересечении проезда с Клинской улицей, блоки убрали и открыли движение.
Клинский проезд начинается между домами №№ 2 и 4 по Клинской улице и заканчивается между домами №№ 15 и 17 по Зеленоградской улице. Обе стороны проезда оборудованы пешеходными тротуарами. На Клинском проезде имеется один светофор и два нерегулируемых пешеходных перехода. Одну сторону проезда занимала Ховринская больница (ныне на её месте возведён жилой квартал), другая застроена жилыми домами, но все они имеют адреса по Клинской или Зеленоградской улицам.

## Транспорт
- Станция «Грачёвская» Ленинградского направления Октябрьской железной дороги
- Станции метро «Беломорская» и «Ховрино»
- По проезду проходят автобусные маршруты:

- 65:  Водный стадион —  Ховрино — Левобережная улица
- 445:  Речной вокзал —  Ховрино — Районный центр Нева
- т58:  Грачёвская (МЦД) —  Речной вокзал — Северный речной порт

## Галерея

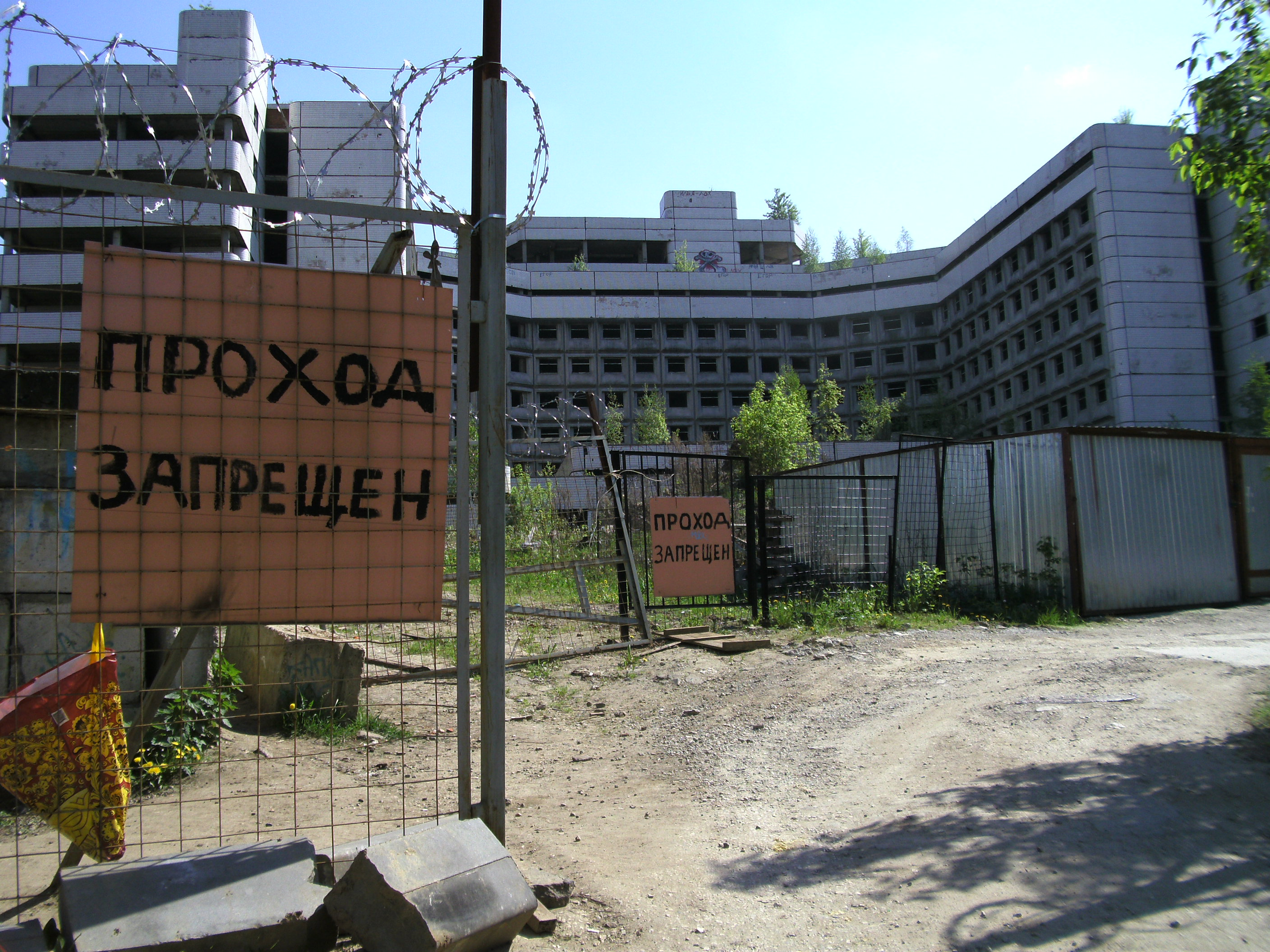
Одну сторону проезда полностью занимала Ховринская больница (ныне на её месте возведён жилой квартал).
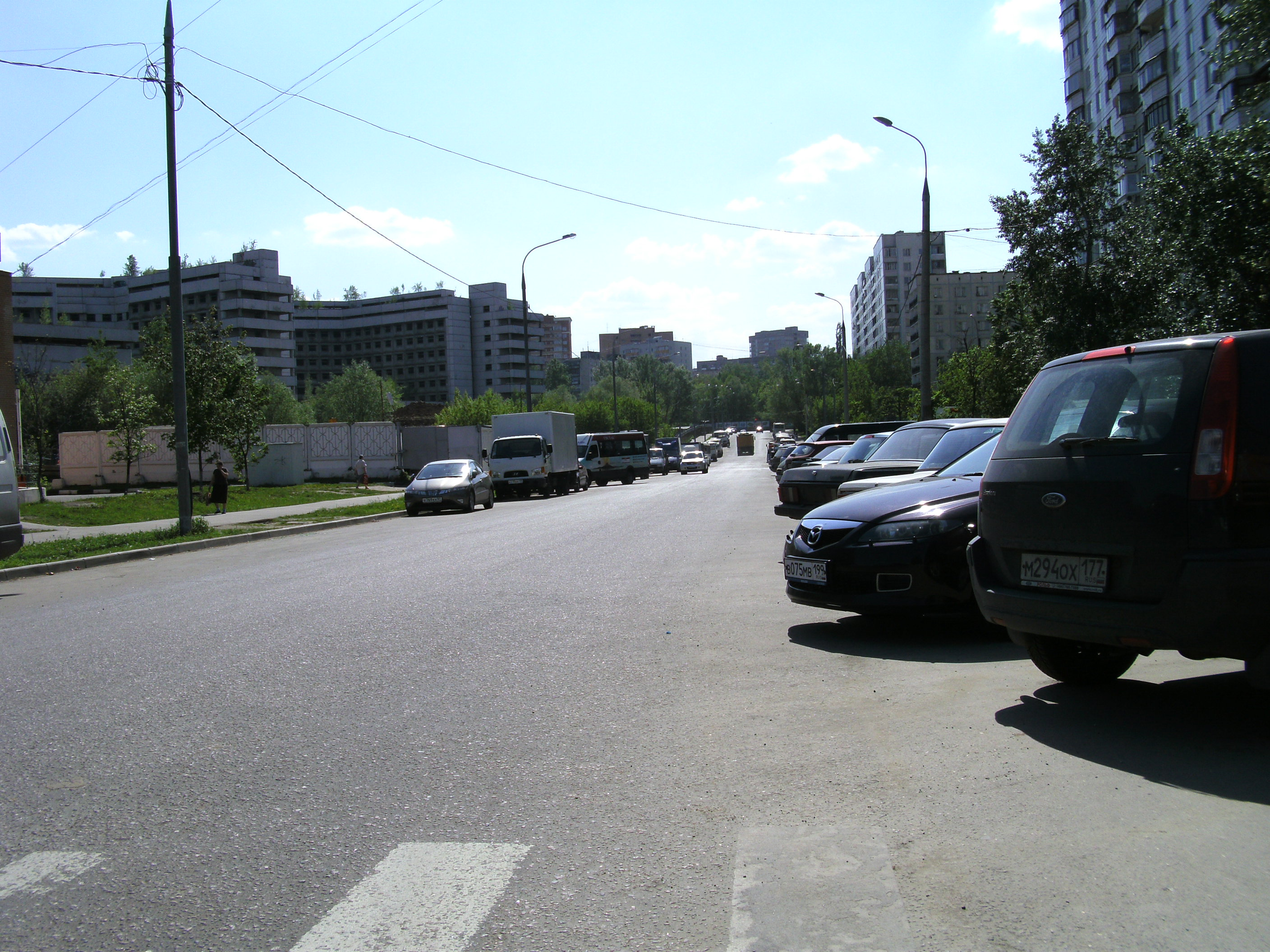
Клинский проезд со стороны Зеленоградской улицы. Ховринская больница — слева.